# Кебу
Кебу — бог северного ветра в древнеегипетской мифологии. Бога Кебу изображали как человека или барана, имеющих четыре бараньих головы и две пары крыльев скарабея (тот же облик имел Банебджедет), реже как крылатое божество с головой барана. Он также ассоциировался с землями, находящимися за третьим порогом Нила.